# Động cơ sao

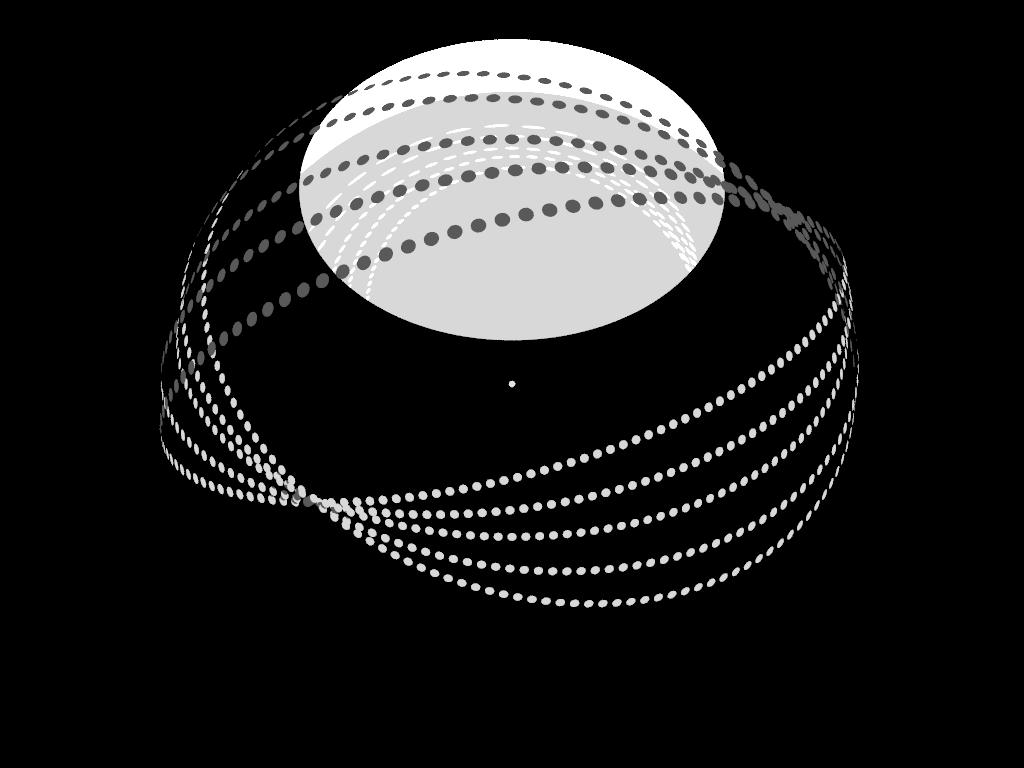
Diagram of a Class C Stellar Engine—to scale—built around a sun like star. It consists of a partial Dyson swarm composed of 5 Dyson Rings of solar collectors (the Class B component), and a large statite Shkadov thruster (the Class A component). Perspective is from below the system's ecliptic at a distance of ~2.8 AU. The system's direction of acceleration is on a vector which passes from the center of the star through the center of the Shkadov thruster, which is hovering over the star's north pole (with regards to the ecliptic), at a distance of 1 AU.

Động cơ sao là một lớp các giả thuyết về các siêu kiến trúc sử dụng nguồn năng lượng từ bức xạ của một ngôi sao. Một số biến thể sử dụng năng lượng để tạo ra lực đẩy, và di chuyển một ngôi sao, và những thứ quay quanh nó, theo một hướng nhất định. Việc xây dựng được một hệ thống như vậy sẽ làm cho những người tạo ra nó bước lên bậc II của thang Kardashev.
Dưới đây là ba lớp biến thể của động cơ sao: